# 指令 82/501/EC
指令 82/501/EC 是旨在提高含有大量危險物質場所的安全之歐盟法律，亦被稱作塞維索指令（於塞維索事件發生後），之後它被Seveso II指令取代。

## 沿革
1976年意大利塞維索一家化学工厂发生重大危险化学品泄露事故，剧毒化学品二恶英扩散，使许多人中毒。事隔多年后，当地居民的畸形儿出生率大为增加。
为防止类似事故再次发生，欧盟于1982年发布了关于化学品重大事故的委员会指令，即《塞韦索指令》。
1984年印度博帕尔甲基异氰酸酯（MIC）泄漏事故，这是历史上最严重的工业事故之一。事件直接导致博帕尔市3150人死亡，受事件影响的人口多达150余万。1986年位于瑞士、法国、德国三国交界地的一座农药仓库发生火灾，发生了污染莱茵河的事件。
这两个事件促使欧盟于1987年和1988年对《塞韦索指令》进行了两次修订，突出强调了危险物质储存方面的内容。
1994年，欧盟将《塞韦索指令》修订为《塞韦索指令Ⅱ》。

## 外部連結
- Council Directive 96/82/EC of 9 December 1996 on the control of major-accident hazards involving dangerous substances （页面存档备份，存于）
- Summaries of EU legislation > Environment > Civil protection > Major accidents involving dangerous substances （页面存档备份，存于）
- European Commission page about the Seveso Directives （页面存档备份，存于）